# قلعه آئوبا
قلعه آئوبا (به ژاپنی: 青葉城, Aoba-jō)، یک قلعه ژاپنی در سندای در استان میاگی است که در دوره سنگوکو متعلق به خاندان داته بوده است.